# Vägen till Santa Cruz
Vägen till Santa Cruz (engelska: Ride Lonesome) är en amerikansk westernfilm från 1959 i regi av Budd Boetticher, med Randolph Scott i huvudrollen.
Filmen är den näst sista i filmserien Ranown Cycle, sju filmer gjorda av produktionsbolaget Ranown, regisserade av Budd Boetticher, skrivna av Burt Kennedy, med Randolph Scott i huvudrollen och Harry Joe Brown som exekutiv producent.

## Handling
Prisjägaren Ben Brigade tillfångatar den efterlyste mördaren Billy John och inleder resan mot Santa Cruz, där en belöning väntar Brigade och en snara John. Brigade är dock egentligen ute efter Billy Johns bror, Frank, mannen som dödade Brigades fru.
När de två stannar till vid en till synes övergiven diligensstation möter de den laglöse Sam Boone och hans kompanjon Whit samt postmästarens fru Carrie Lane. Efter en konfrontation med mescaleroapacher där Lane får veta att hennes make dödats bestämmer hon sig för att följa med till Santa Cruz. Brigade går med på att låta de två laglösa hjälpa till att beskydda sällskapet under resan i utbyte mot amnesti vid målet.

## Rollista
| Randolph Scott    | – Ben Brigade           |
| Karen Steele      | – Carrie Lane           |
| Pernell Roberts   | – Sam Boone             |
| James Best        | – Billy John            |
| Lee Van Cleef     | – Frank John            |
| James Coburn      | – Whit                  |
| Dyke Johnson      | – Charlie               |
| Bennie E. Dobbins | – Medlem av Franks gäng |
| Roy Jenson        | – Medlem av Franks gäng |
| Boyd "Red" Morgan | – Medlem av Franks gäng |
| Boyd Stockman     | – Apachernas hövding    |
| Chief Tahachee    | – Apache                |

## Produktion
Filmen spelades in mellan den 14 och 28 augusti 1958 i Lone Pine, Kalifornien och närbelägna Alabama Hills.